# Fred Van Hove
Fred Van Hove (19 février 1937 - 13 janvier 2022) est un musicien de jazz belge et un pionnier du free jazz européen. Il est pianiste, accordéoniste, organiste d'église et carillonniste, improvisateur et compositeur. Dans les années 1960 et 1970, il se produit avec le saxophoniste Peter Brötzmann et le batteur Han Bennink.

## Biographie
Van Hove étudie la théorie musicale, l'harmonie et le piano en Belgique. Il commence une association avec le saxophoniste Peter Brötzmann en 1966, jouant sur ses premiers enregistrements de quatuor et de sextuor, dont l'album Machine Gun de 1968, puis dans le cadre d'un trio avec Brötzmann et le batteur Han Bennink. Van Hove joue ensuite dans un certain nombre de duos, notamment avec les saxophonistes Steve Lacy et Lol Coxhill et avec les trombonistes Albert Mangelsdorff et Vinko Globokar. Il compose de la musique pour le cinéma et le théâtre et enseigne à des musiciens locaux à Berlin. Il tient des ateliers en Allemagne, en France, en Angleterre, en Belgique et aux Pays-Bas, et des ateliers à l'Université Lille-III. Van Hove collabore avec un certain nombre de ses collègues musiciens belges et, en 1996, reçoit le titre d'ambassadeur culturel de Flandre par le gouvernement belge. Il est décédé le 13 janvier 2022, à l'âge de 84 ans.